# Violante Placido
Maria Violante Placido (Roma, 1 de mayo de 1976) es una actriz y cantante italiana, hija del cineasta Michele Placido y de la actriz Simonetta Stefanelli.

## Carrera
Debutó en el cine junto a su padre en la película Quattro bravi ragazzi, y más tarde integró el reparto de Jack Frusciante Left the Band. Su primer papel importante ocurrió en el largometraje L'anima gemella, dirigida por Sergio Rubini.
Otras de sus apariciones en cine incluyen producciones como Ora o mai più de Lucio Pellegrini, Che ne sarà di noi de Giovanni Veronesi y Ovunque sei, dirigida por su padre. En 2006 protagonizó la comedia de Pupi Avati La cena per farli conoscere, estrenada un año después. En 2009 apareció en la película de Bollywood Barah Aana e interpretó el papel de Moana Pozzi en la miniserie Moana. En 2010 protagonizó junto a George Clooney el largometraje The American.
Placido personificó a Nadya en la película de 2011 Ghost Rider: Espíritu de venganza, una secuela de la cinta de 2007 Ghost Rider, ambas basadas en el personaje de caricaturas del mismo nombre. Un año después protagonizó la serie de televisión Transporter: The Series, basada en la película de 2002 The Transporter.

## Filmografía

### Cine
| Año  | Película                            | Papel          | Notes        |
| ---- | ----------------------------------- | -------------- | ------------ |
| 1993 | Quattro bravi ragazzi               | Valeria        | Debut        |
| 1996 | Vite strozzate                      | Laura          |              |
| 1996 | Jack Frusciante è uscito dal gruppo | Adelaide       |              |
| 1997 | Farfalle                            |                |              |
| 2000 | A Deadly Compromise                 | Caterina       |              |
| 2002 | Les amants de Mogador               | Hélène         |              |
| 2002 | Ciao America                        | Paola Angelini |              |
| 2002 | Soul Mate                           | Maddalena      |              |
| 2002 | Ginostra                            | Enfermera      |              |
| 2003 | Now or Never                        | Viola          |              |
| 2003 | Los indeseables                     | Agneska        |              |
| 2004 | Che ne sarà di noi                  | Carmen         |              |
| 2004 | Ovunque sei                         | Elena          |              |
| 2004 | Ruins                               | July           |              |
| 2005 | Raul - Diritto di uccidere          | Sonia          |              |
| 2006 | Fade to Black                       | Stella         |              |
| 2006 | Any Reason Not to Marry?            | Nina           |              |
| 2007 | A Dinner for Them to Meet           | Betty Lanza    |              |
| 2007 | Lezioni Di Cioccolato               | Cecilia Ferri  |              |
| 2008 | La luna nel deserto                 | Voz            | Cortometraje |
| 2009 | Sleepless                           | Anna           |              |
| 2009 | Barah Aana                          | Kate           | Bollywood    |
| 2010 | The American                        | Clara          | Hollywood    |
| 2011 | Ghost Rider: Espíritu de Venganza   | Nadya          | Hollywood    |
| 2012 | The Lookout                         | Anna           |              |
| 2016 | 7 Minutes                           | Marianna       |              |
| 2025 | La Dolce Villa                      | Francesca      |              |

### Televisión
| Año  | Título                       | Papel            | Notas     |
| ---- | ---------------------------- | ---------------- | --------- |
| 2001 | Casa famiglia                |                  |           |
| 2005 | Karol: A Man Who Became Pope | Maria Pomorska   | Telefilme |
| 2005 | Les Rois maudits             |                  |           |
| 2006 | The Mona Lisa Mystery        | Aurore           | Telefilme |
| 2007 | War and Peace                | Helene Kuragin   |           |
| 2007 | Quelli che... il calcio      | Ella misma       |           |
| 2008 | Una madre                    | Maria            | Telefilme |
| 2008 | Donne assassine              | Marta            |           |
| 2008 | Pinocchio                    | Fata Turchina    | Telefilme |
| 2009 | Moana                        | Moana            | Telefilme |
| 2010 | Entertainment Tonight        | Ella misma       |           |
| 2010 | Janela Indiscreta            | Ella misma       |           |
| 2013 | Transporter: The Series      | Caterina Boldieu |           |

## Premios y distinciones
Festival Internacional de Cine de Venecia
| Año  | Categoría    | Película        | Resultado |
| ---- | ------------ | --------------- | --------- |
| 2002 | Premio Wella | L'anima gemella | Ganador   |